# Prorella irremorata
Prorella irremorata är en fjärilsart som beskrevs av Dyar 1923. Prorella irremorata ingår i släktet Prorella och familjen mätare. Inga underarter finns listade i Catalogue of Life.